# تاروا عيسى (تدرارت)
تاروا عيسى هي إحدى مشيخات المملكة المغربية، تتبع جغرافيا لعمالة أكادير إدا وتنان وإداريًا لتدرارت. يقدر عدد سكانها بـ 728 نسمة حسب الإحصاء الرسمي للسكان والسكنى لسنة 2004.